# Judge Harry Pregerson Interchange
La Judge Harry Pregerson Interchange es una  autovía de intercambio cerca de las comunidades de Atenas y Watts de Los Ángeles, California. Es la ruta de intercambio de las siguientes rutas:
- I 105  (Glenn M. Anderson Freeway)   – El Segundo, Inglewood, LAX, Norwalk
- I 110  (Harbor Freeway)   – San Pedro, Los Ángeles

Además de que la carretera de intercambio permite el flujo del tráfico en todas las direcciones para salir en todas las salidas,(cf. Hollywood Split, East Los Angeles Interchange), la carretera también consiste en conectores HOV, vías de la Línea Verde de Metro, y el Harbor Transitway, por lo que todos los carriles constribuyen al diseño de la autovía, dándole la reputación de la cual es conocida.
Inaugurada junto con la Interestatal 105 en 1993, la carretera de intercambio recibió el nombre de Harry Pregerson, un antiguo juez federal conocido por haber demandado al estado con respecto a la construcción de autovías en California.

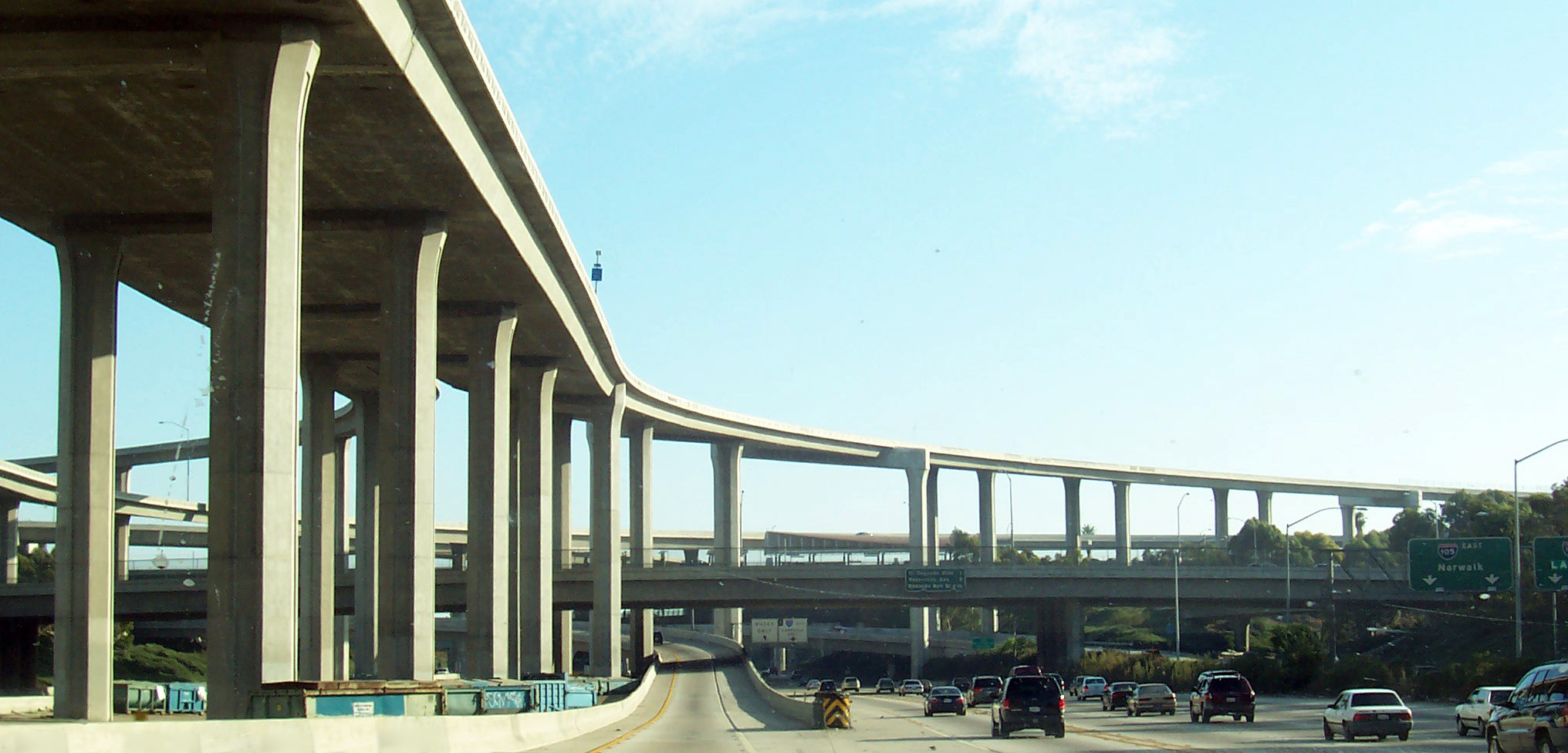
Judge Harry Pregerson Interchange, en sentido sur de la I-110.

## Tránsito público
La autovía también tiene una estación del Metro Harbor Freeway, del tren ligero de la Línea Verde de Metro  y al autobús de tránsito rápido Harbor Transitway, que se encuentran por la I-105 y I-110.